# Arena (tvrtka iz Pule)
Arena d.d. Pula, trikotažna industrija, nastala na tradiciji tvornice trikotažnih proizvoda »Olga Ban«, osnovane 1948. u Puli, koja se 1962. udružila s tvornicom »Umberto Gorjan« iz Novigrada i »Istrankom« iz Pazina. Godine 2014. završila je u stečaju, 2018. u likvidaciji.
Dužnost direktora 1968. – 89. obnašao je Ivan Škrinjarić, koji je 1970-ih pokrenuo modernizaciju proizvodnih pogona, pokretanje novih modnih linija, širenje mreže vlastitih prodavaonica i maloprodajnih mjesta širom Hrvatske, postupno povećavanje prodaje te osvajanje domaćeg i inozemnog tržišta. Arena je bila dobitnik mnogobrojnih nagrada i priznanja na sajmovima mode u zemlji i inozemstvu. Prepoznatljivim modnim proizvodima nametnula se kao jedna od vodećih modnih kuća na domaćemu i istočnoeuropskom tržištu.

## Vanjske poveznice
- Radnici Modne kuće Arena u štrajku
- Modna kuća Arena završila u stečaju